# Rose (Familienname)
Rose,  Rosé oder de la Rose ist ein Familienname.

## Familien
- Rose (Gelehrtenfamilie), märkische Gelehrtenfamilie

## Namensträger

### A
- Aaron Rose (* 1969), US-amerikanischer Künstler, Schriftsteller, Regisseur und Kurator
- Adolf Rose (1908–1974), deutscher Stahlforscher
- Albert Rose (Kaufmann) (1902–1984), deutscher Kaufmann, Vorsitzender der Jüdischen Gemeinde Osnabrück
- Albert Rose (Physiker) (1910–1990), US-amerikanischer Physiker und Erfinder im Bereich Television und Video
- Alex Rose (* 1991), samoanischer Kugelstoßer und Diskuswerfer
- Alexandra Rose (* 1946), US-amerikanische Filmproduzentin und Drehbuchautorin
- Alfred Rose (Komponist, 1855) (1855–1919), deutscher Komponist, Klavierlehrer, Chorleiter, Musikpädagoge und Kantor der Synagogengemeinde Hannover
- Alfred Rose (Cricketspieler) (1894–1985), britischer Cricketspieler
- Alfred Rosé (Alfred Edward Rosé; 1902–1975), US-amerikanisch-kanadischer Komponist, Pianist, Dirigent und Musikwissenschaftler österreichischer Herkunft
- Alma Rosé (1906–1944), österreichische Violinistin
- Amber Rose (* 1983), US-amerikanisches Model und Sängerin
- Anderson C. Rose, US-amerikanischer Politiker
- Andrew Rose (Wirtschaftswissenschaftler) (* 1959), kanadisch-US-amerikanischer Wirtschaftswissenschaftler
- Andrew Rose (Fußballspieler) (* 1978), englischer Fußballspieler
- Andy Rose (* 1990), australischer Fußballspieler
- Anette Rose (* 1962), deutsche Künstlerin
- Anika Noni Rose (* 1972), US-amerikanische Schauspielerin und Sängerin
- Anna Rose (* 2006), deutsche Eishockeyspielerin
- Anna Rose (Journalistin), russische Journalistin
- Anne-Cécile Rose-Itier (1890–1980), französische Automobilrennfahrerin
- Anselm Rose (* 1969), deutscher Musikintendant
- April Rose (* 1987), US-amerikanisches Model und Schauspielerin
- Arnold Rosé (1863–1946), österreichischer Violinist
- Arnold Marshall Rose (1918–1968), US-amerikanischer Soziologe
- Arthur Rose (Bischof) (auch Arthur Ross; 1634–1704), schottischer Geistlicher, Erzbischof von St Andrews
- Arthur Rose (Maler) (1891–1974), deutscher Maler
- August Viktor Wilhelm Rose (1788–1856), Bürgermeister von Herford
- Ava Rose (* 1986), US-amerikanische Pornodarstellerin
- Axl Rose (* 1962), US-amerikanischer Sänger
- Azizi Matt Rose (* 1981), malaysischer Fußballspieler

### B
- Barbara Rose (Kunsthistorikerin) (1936–2020), US-amerikanische Kunsthistorikerin
- Barbara Rose (Schriftstellerin) (* 1965), deutsche Schriftstellerin
- Bayless Rose (1890–1986), US-amerikanischer Sänger und Gitarrist
- Ben Rose, britischer Schauspieler und Musiker
- Bendt Rose (* um 1939), dänischer Badmintonspieler
- Bernard Rose (* 1960), britischer Regisseur
- Bernd Rose (* 1942), deutscher Maler und Zeichner
- Bernhard Rose (1865–1927), deutscher Schauspieler und Theaterdirektor
- Bernhard Hermann Rose (1819–1886), deutscher Politiker, MdL Bayern
- Berthold Rose (1904–1965), deutscher Politiker (DBD)
- Biff Rose (1937–2023), US-amerikanischer Komiker und Singer-Songwriter
- Billy Rose (1899–1966), US-amerikanischer Liedtexter und Impresario
- Bruno Marie-Rose (* 1965), französischer Leichtathlet
- Bud Rose (1914–1991), US-amerikanischer Rennfahrer
- Buddy Rose (1952–2009), US-amerikanischer Wrestler

### C
- Caitlin Rose (* 1987), US-amerikanische Sängerin
- Carl Rose (* 1952), kanadischer Fußballspieler
- Charles Rose (Tauzieher) (1873–1957), US-amerikanischer Tauzieher
- Charles Rose (Kameramann), Kameramann
- Charles Brian Rose (* 1956), US-amerikanischer Archäologe
- Charles Grandison Rose (1939–2012), US-amerikanischer Politiker
- Charlie Rose (* 1942), US-amerikanischer Fernsehmoderator und Journalist
- Chris Rose (Künstler) (* 1959), britischer Maler und Illustrator
- Chris Rose (Moderator) (* 1971), US-amerikanischer Sportmoderator
- Christian Rose (Dramatiker) (1609–1667), deutscher Lehrer und Dramatiker
- Christian Rose (Brauer) (1803–1877), deutscher Brauer und Politiker
- Christian Rose (Fotograf) (1945/46–2023), französischer Fotograf
- Christian Rose (Theologe) (* 1955), deutscher Theologe und Prälat
- Christian Rose (Handballspieler) (* 1977), deutscher Handballspieler
- Christiane Schmidt-Rose (* 1959), deutsche Politikerin (CDU)
- Christina Rose, US-amerikanische Schauspielerin
- Christine Brooke-Rose (1923–2012), britische Schriftstellerin
- Christoph Rose (1630–1675), deutscher Glockengießer
- Clive Rose (1921–2019), britischer Diplomat
- Cristine Rose (* 1951), US-amerikanische Schauspielerin

### D
- Dan Rose (* 1947), US-amerikanischer Jazzmusiker
- Daniel Rose (1772–1833), US-amerikanischer Politiker (Maine)
- Danny Rose (* 1990), englischer Fußballspieler
- David Rose (1910–1990), US-amerikanischer Musiker
- David James Gardiner Rose (1923–1969), britischer Kolonialpolitiker
- Deanne Rose (* 1999), kanadische Fußballspielerin
- Denis Rose (Leichtathlet) (* 1959), seychellischer Sprinter
- Denis Rose (Musiker) (1922–1984), englischer Jazz-Musiker
- Denis Stuart Rose (* 1953), deutscher Künstler
- Derrick Rose (* 1988), US-amerikanischer Basketballspieler
- Doudou N’Diaye Rose (1930–2015), senegalesischer Trommler und Komponist

### E
- Earl Rose (1926–2012), US-amerikanischer Gerichtsmediziner
- Edmund Rose (1836–1914), deutscher Chirurg
- Ela Rose (* 1990), rumänische Sängerin
- Elisabeth Rose (Widerstandskämpferin) (Liesbeth Rose; 1910–1945), deutsche Schneiderin und Widerstandskämpferin
- Elisabeth Rose (Sängerin) (1918–2011), deutsche Opernsängerin (Sopran)
- Eliza Rose, britische DJ und Sängerin
- Emily Rose (* 1981), US-amerikanische Schauspielerin
- Ernestine Rose (1810–1892), polnisch-amerikanische Frauenrechtlerin und Abolitionistin
- Ernst Rose (1821–vor 1893), deutscher Fotograf
- Ernst Rose (Germanist) (1899–1990), US-amerikanischer Germanist

### F
- Fedor Rose (* 1982), deutscher politischer Beamter (SPD)
- Felicitas Rose (1862–1938), deutsche Schriftstellerin
- Felipe Rose (* 1954), US-amerikanischer Sänger
- Flemming Rose (* 1958), dänischer Journalist, Autor und Übersetzer
- Frances Rose, US-amerikanische Opernsängerin (Sopran und Mezzosopran)
- François Rose (* 1959), kanadischer Komponist und Musikpädagoge
- Frank Rose (1857–1928), britischer Politiker
- Franz Rose (Politiker) (1915–2002), deutscher Politiker (SPD)
- Franz Karl Anton Rose (1888–1971), deutscher Journalist und Schriftsteller
- Fred Rose (Musiker) (1898–1954), US-amerikanischer Musiker
- Fred Rose (Politiker) (1907–1983), kanadischer Politiker und Gewerkschaftsführer
- Fred W. Rose (1849–1915), britischer Karikaturist
- Frederick Rose (1915–1991), britischer Anthropologe
- Friedrich Rose (Chemiker) (1839–1925), deutscher Chemiker
- Friedrich Rose (Politiker) (1869–1932), deutscher Politiker (SPD)
- Fritz Rose (Richter) (Johann Andreas Friedrich Rose, 1817–1877), deutscher Universitätsrichter
- Fritz Rose (Kolonialbeamter) (1855–1922), deutscher Kolonialbeamter

### G
- Gabrielle Rose (Schauspielerin) (* 1954), kanadische Schauspielerin
- Gabrielle Rose (Schwimmerin) (* 1977), brasilianisch-amerikanische Schwimmerin
- Georg Rose (* 1960), deutscher Journalist
- George Rose (1920–1988), britischer Schauspieler
- Georges Rose (1910–1997), französischer Fußballspieler
- Gerd Joachim Rose (* 1938), deutscher Verleger
- Gerhard Rose (1896–1992), deutscher Hygieniker und Tropenmediziner
- Gerhard Rose (Kapitän) (1906–1978), deutscher Kapitän und Autor
- Gerhard Rose (Jurist), deutscher Richter
- Gideon Rose, US-amerikanischer Politikwissenschaftler
- Gillian Rose (Philosophin) (1947–1995), britische Philosophin und Soziologin
- Gillian Rose (Geographin) (* 1962), britische Geographin
- Graham Rose (* 1951), südafrikanischer Geistlicher, Bischof von Dundee
- Griffith Rose (1936–2016), US-amerikanischer Komponist
- Gustav Rose (1798–1873), deutscher Mineraloge, Geologe und Chemiker
- Guy Rose (1867–1925), US-amerikanischer Maler

### H
- Hajo Rose (1910–1989), deutscher Grafiker
- Hans Rose (Marineoffizier) (1885–1969), deutscher Marineoffizier
- Hans Rose (Kunsthistoriker) (1888–1945), deutscher Kunsthistoriker
- Hans Rose (Schauspieler) (1893–1980), deutscher Schauspieler
- Hans Rose (Politiker) (1920–2005),  deutscher Politiker (CDU), MdL Niedersachsen
- Hans-Joachim Rose, deutscher Autor und Gastronom
- Hans-Jürgen Rose (1961–1997), deutscher Ingenieur, mögliches Polizeiopfer
- Harald Rose (Diplomat) (1927–2020), deutscher Diplomat der DDR
- Harald Rose (Physiker) (* 1935), deutscher Physiker
- Harmony Rose (* 1983), US-amerikanische Pornodarstellerin
- Harold Rose (1900–1990), englischer Fußballspieler und -trainer
- Harold M. Rose (1930–2016), US-amerikanischer Geograph
- Harry M. Rose (1906–1986), US-amerikanischer Mediziner
- Heide Rose-Segebrecht (1943–2008), deutsche Tanzlehrerin, Malerin und Obkünstlerin
- Heinrich Rose (1795–1864), deutscher Mineraloge und Chemiker
- Heinrich August Ludwig Rose (1816–1885), deutscher Geistlicher
- Heinz Rose (* 11. August 1926) war Fußballspieler in Dresden
- Heinz Rose (Berufspädagoge) (* 1930), deutscher Hochschullehrer für Methodik des berufstheoretischen Unterrichts/Elektrotechnik
- Helen Rose (geb. Helen Bromberg; 1904–1985), US-amerikanische Kostümbildnerin und Modedesignerin
- Henning Rose, deutscher Benediktiner
- Henrietta Rose-Innes (* 1971), südafrikanische Schriftstellerin und Übersetzerin
- Henry Rose (1856–1923), US-amerikanischer Politiker
- Henry Robert Rose (1854–1911), Organist an der St Pancras New Church in London und Professor an der Royal Academy of Music in London
- Herbert Jennings Rose (1883–1961), kanadisch-britischer Klassischer Philologe
- Hermann Rose (Politiker) (1879–1943), deutscher Jurist, Verwaltungsbeamter und Politiker (DVP)
- Hermann Rose (Mineraloge) (1883–1976), deutscher Mineraloge, Kristallograph und Hochschullehrer
- Hilary Rose (Hockeyspielerin) (* 1971), britische Hockeyspielerin
- Hilary Rose (Schauspielerin) (* 1979), irische Schauspielerin
- Hilary Rose (Soziologin) (* 1935), britische Soziologin
- Hubert-Yves Rose (* 1944), kanadischer Drehbuchautor und Filmregisseur
- Hugh Rose, 1. Baron Strathnairn (1801–1885), britischer Feldmarschall
- Hugh James Rose (1795–1838), britischer Theologe

### I
- Ian Rose (* 1981), seychellischer Gewichtheber
- Ilse Rose-Vollborn (1911–1974), deutsche Schauspielerin
- Inna Rose (* 1958), estnisch-sowjetische Sportschützin
- Irwin Rose (1926–2015), US-amerikanischer Biochemiker
- Isolde Rose (1923–2021), deutsche Grafikerin
- Izabela Rose (* 2006), US-amerikanische Schauspielerin, Model und Sängerin

### J
- Jack Rose (Autor) (1911–1995), US-amerikanischer Drehbuchautor
- Jack Rose (Gitarrist) (1971–2009), US-amerikanischer Gitarrist
- Jack Rose (Fußballspieler) (* 1995), englischer Fußballspieler
- Jacob de la Rose (* 1995), schwedischer Eishockeyspieler
- Jacqueline Rose (* 1949), britische Geisteswissenschaftlerin und Hochschullehrerin
- Jade Rose (* 2003), kanadische Fußballspielerin
- Jalen Rose (* 1973), US-amerikanischer Basketballspieler
- Jamari Rose (* 1995), jamaikanischer Sprinter
- Jamie Rose (* 1959), US-amerikanische Schauspielerin
- Jean La Rose (* 1962), Umweltaktivistin in Guyana
- Jenny Rose (* 1964), neuseeländische Triathletin
- Jeremias Rose (* 1982), deutscher Handballspieler
- Jerome Rose (* 1938), US-amerikanischer Pianist und Musikpädagoge
- Jessica Lee Rose (* 1987), US-amerikanisch-neuseeländische Schauspielerin und Vloggerin
- Jochen Rose (1941–2010), deutscher Jazzmusiker
- Johann Rose (1654–1716), deutscher Glockengießer
- Johann Andreas Friedrich Rose, eigentlicher Name von Fritz Rose (Richter) (1817–1877), deutscher Universitätsrichter
- Johann Christoph Rose (1686–1749), deutscher Glockengießer
- Johann Martin Rose († 1758), deutscher Glockengießer, siehe Glockengießerei in Apolda
- Johannes Rose (* 1983), deutscher Basejumper und Fallschirmspringer
- John Rose (Ägyptologe), britischer Ägyptologe
- John B. Rose (1875–1949), US-amerikanischer Politiker
- John Carter Rose (1861–1927), US-amerikanischer Jurist
- John Holland Rose (auch J. Holland Rose; 1855–1942), britischer Historiker
- John Marshall Rose (1856–1923), US-amerikanischer Politiker
- John Williams Rose (* 1965), US-amerikanischer Politiker
- Jon Rose (* 1951), australischer Musiker
- Josef Rose (* 1943), deutscher Handballspieler und -trainer
- Joseph Rose (Stuckateur) (1745–1799), britischer Stuckateur
- Joseph Nelson Rose (1862–1928), US-amerikanischer Botaniker
- Joshua Rose (* 1981), australischer Fußballspieler
- Julia Rose (* 1973), simbabwisch-US-amerikanische Schauspielerin
- Julius Rose (1828–1911), deutscher Maler
- Jürgen Rose (Bühnenbildner) (* 1937), deutscher Bühnen- und Kostümbildner, Choreograf und Regisseur
- Jürgen Rose (Publizist) (* 1958), deutscher Offizier und Publizist
- Jürgen Warmke-Rose (* 1961), deutscher Politiker (CDU)
- Justin Rose (* 1980), englischer Golfspieler

### K
- Karen Rose (* 1964), US-amerikanische Autorin
- Karl von Rose (1863–1945), deutscher Verwaltungsbeamter und Rittergutsbesitzer
- Karl Rose (Heimatforscher) (1886–1985), deutscher Lehrer und Heimatforscher
- Karl Rose (Marineoffizier), deutscher Marineoffizier
- Karl August Nikolaus Rose, eigentlicher Name von Carl Rosa (1842–1889), deutsch-britischer Dirigent und Theaterintendant
- Karl Philipp Sebottendorf van der Rose (1740–1818), k.k. Feldmarschall-Lieutenant
- Kathleen Rose, eigentlicher Name von Dolores (Model) (1893/1894–1975), britisches Model und Schauspielerin
- Kay Rose (1922–2002), US-amerikanische Tontechnikerin
- Keana Rose (* 1974), österreichische Sängerin
- Kenneth D. Rose (* 1949), US-amerikanischer Paläontologe
- Klaus Rose (Volkswirt) (1928–2021), deutscher Volkswirt
- Klaus Rose (Politiker) (* 1941), deutscher Politiker
- Kristina Rose (* 1984), US-amerikanische Pornodarstellerin
- Kurt Rose (1908–1999), deutscher Autor und Liederdichter

### L
- Latarsha Rose, US-amerikanische Schauspielerin
- Laura Rose, Pseudonym von Shirley Michaela Seul (* 1962), deutsche Schriftstellerin
- Laura Rose (Baseballspielerin) (* 1974), US-amerikanische Baseballspielerin
- Laurie Rose, britischer Kameramann
- Laurie Rose (Schauspielerin), US-amerikanische Schauspielerin und Tänzerin
- Lee Rose, US-amerikanischer Musiker
- Leonard Rose (1918–1984), US-amerikanischer Cellist
- Liam Rose (* 1997), australischer Fußballspieler
- Lindsay Rose (* 1992), französischer Fußballspieler
- Lionel Rose (1948–2011), australischer Boxer
- Lize Rose (1875–1944), niederländische Malerin
- Lotte Rose (1885–1964), deutsche Schauspielerin und Schriftstellerin
- Louis Rose (1807–1888), deutsch-amerikanischer Unternehmer
- Louis Rose (Zuckerfabrikant), deutscher Zuckerfabrikant
- Louise Rose, britische Schauspielerin und Sängerin
- Lucien Sainte-Rose (* 1953), französischer Sprinter
- Lucy Rose (* 1989), britische Singer-Songwriterin
- Ludwig Rose (1819–1886), deutscher Politiker, MdR
- Luther Rose (* 1989), mauritischer Fußballspieler

### M
- Madison Rose, US-amerikanische Popsängerin
- Magda Rose-Weingardt (1902–1996), deutsche Malerin
- Maksymilian Rose (1883–1937), polnischer Neurologe und Psychiater
- Malcolm Rose (* 1953), britischer Jugendbuchautor
- Malik Rose (* 1974), US-amerikanischer Basketballspieler
- Mandy Rose (* 1991), US-amerikanische Wrestlerin
- Manfred Rose (* 1938), deutscher Wirtschaftswissenschaftler und Hochschullehrer
- Marcc Rose (* 1992), US-amerikanischer Schauspieler
- Marco Rose (* 1976), deutscher Fußballspieler und -trainer
- Marcus Rose (* 1957), englischer Rugby-Union-Spieler
- Margarete Sorg-Rose (* 1960), deutsche Komponistin, Dirigentin und Musikhistorikerin
- Marie-Antoinette Rose (* 1975), seychellische Politikerin
- Martha Rose-Grabow (1858–1940), deutsche Malerin
- Martin Rose (1696–1758), deutscher Glockengießer
- Mathew D. Rose (* 1954), US-amerikanischer Journalist
- Matthias Rose (* 1970), deutscher Fußballspieler
- Mauri Rose (1906–1981), US-amerikanischer Rennfahrer
- Maurice Rose (1899–1945), US-amerikanischer Offizier, Generalmajor
- Max Rose (1862–1922), deutscher Architekt, siehe Rose & Röhle
- Max Rose (Bildhauer) (1906–1993), deutscher Bildhauer
- Max van der Rose, deutscher Musikschaffender und Maler
- Max Rose (Politiker) (* 1986), US-amerikanischer Politiker
- Merlin Rose (* 1993), deutscher Schauspieler
- Mervyn Rose (1930–2017), australischer Tennisspieler
- Mia Rose (Pornodarstellerin) (* 1987), US-amerikanische Pornodarstellerin
- Mia Rose (Sängerin) (* 1988), portugiesische Sängerin
- Michael Rose (General) (* 1940), britischer General
- Michael Rose (Sänger) (* 1957), jamaikanischer Reggae-Sänger
- Michael Rose (Fußballspieler, 1982) (* 1982), englischer Fußballspieler
- Michael Rose (Fußballspieler, 1995) (* 1995), schottischer Fußballspieler
- Michael R. Rose (* 1955), britischer Evolutionsbiologe
- Mickey Rose (1935–2013), US-amerikanischer Drehbuchautor
- Mike Rose (1932–2006), deutscher Maler, Bühnenbildner und Schriftsteller
- Miriam Rose (* 1974), deutsche Theologin und Hochschullehrerin
- Murray Rose (1939–2012), australischer Schwimmer

### N
- Natalie La Rose (* 1988), niederländische Sängerin
- Neddy Rose (* 1981), seychellischer Fußballspieler
- Nick Rose (* 1951), britischer Langstreckenläufer
- Nico Rose (* 1978), deutscher Psychologe und Hochschullehrer
- Nicolas Rose (* 1975), Tennisspieler aus Trinidad und Tobago
- Nikolas Rose (* 1947), britischer Soziologe

### O
- Odain Rose (* 1992), schwedischer Leichtathlet
- Olaf Rose (* 1958), deutscher Historiker und Politiker (NPD)
- Otfried Rose (1905–1970), deutscher Gestapobeamter und SS-Führer
- Otto Rose (1882–1952), deutscher Journalist und Politiker (NLP, DVP, NSDAP)
- Otto Rose (Verleger) (1876–1936), deutscher Buchhändler und Verleger

### P
- Paul Rose (Schauspieler) (1900–1973), deutscher Theaterleiter und Schauspieler
- Paul Rose (Politiker) (1935–2015), britischer Politiker
- Paul Rose (Musiker) (* 1966), britischer Gitarrist, Komponist und Produzent
- Paul Lawrence Rose (1927–2014), US-amerikanischer Historiker und Hochschullehrer
- Pete Rose (1941–2024), US-amerikanischer Baseballspieler und -manager
- Peter Rose (* 1943), kanadischer Architekt

### R
- Ralph Rose (1884–1913), US-amerikanischer Leichtathlet
- Ralph Rose (Sportfunktionär) (* 1965), deutscher Sportfunktionär
- Randolph Rose (* 1954), deutscher Sänger und Schauspieler
- Raphaela Rose (* 1987), deutsche Kostümbildnerin
- Reginald Rose (1920–2002), US-amerikanischer Schriftsteller
- Richard Rose (Mystiker) (1917–2005), US-amerikanischer Mystiker und Philosoph
- Richard Rose (Politikwissenschaftler) (* 1933), US-amerikanischer Politikwissenschaftler
- Richard Rose (Regisseur), kanadischer Theaterregisseur
- Ricky Rose (* 1977), seychellischer Fußballspieler
- Robert Rose (Baseballspieler) (* 1967), US-amerikanischer Baseballspieler
- Robert E. Rose (1939–2022), US-amerikanischer Politiker
- Robert John Rose (1930–2022), US-amerikanischer Geistlicher, Bischof von Grand Rapids
- Robert L. Rose (1804–1877), US-amerikanischer Politiker
- Robert S. Rose (1774–1835), US-amerikanischer Politiker
- Rochelle Rose (* 1974), britische Schauspielerin
- Roger Rose (* 1958), US-amerikanischer Schauspieler und Synchronsprecher
- Rolf Rose (* 1933), deutscher Künstler
- Romani Rose (* 1946), deutscher Kaufmann und Bürgerrechtsaktivist
- Ron Rose (1944–2019), US-amerikanischer Pokerspieler
- Ruby Rose (* 1986), australische Schauspielerin, Model, Moderatorin und DJ
- Rudolf Rose (Funktionär, Gelsenkirchen) (vor 1875–1931), deutscher Galoppsportfunktionär
- Rudolf Rose (Funktionär, Hamburg) (1902–nach 1971), deutscher Zahnarzt und Verbandsfunktionär

### S
- Sebastian Rose (* 1985), deutscher Tambourellispieler
- Seraphim Rose (1934–1982), US-amerikanischer Priestermönch und Heiliger
- Simon Rose (* um 1980), britischer Musiker
- Sofus Rose (1894–1974), dänischer Marathonläufer
- Stefan Rose-John (* 1954), deutscher Biochemiker und Hochschullehrer
- Stephanie Rose (Malerin) (* 1943), US-amerikanische Malerin
- Stephanie Rose (Politikerin) (* 1988), deutsche Politikerin
- Stephanie Rose (Model), australisches Model
- Stephanie Marie Rose (* 1972), US-amerikanische Juristin und Bundesrichterin
- Steven P. Rose (1938–2025), britischer Biologe
- Stuart Rose, Baron Rose of Monewden (* 1949), britischer Wirtschaftsmanager, Geschäftsmann und Politiker (Conservative Party)
- Susan Rose-Ackerman (* 1942), US-amerikanische Wirtschaftswissenschaftlerin
- Sylvia Rose (* 1962), deutsche Ruderin

### T
- Tarik Rose (* 1971), deutscher Koch
- Tasja Cathrin Rosè (* 1993), deutsche Schauspielerin, Sängerin und Songwriterin
- Terence Rose, Fußballspieler der Turks- und Caicos-Inseln
- Tim Rose (Musiker) (Timothy Alan Patrick Rose; 1940–2002), US-amerikanischer Sänger und Songwriter
- Tim Rose (Footballspieler) (* 1941), US-amerikanischer American-Football-Spieler und -Trainer
- Tim Rose (Schauspieler) (Timothy Rose; * 1956), US-amerikanischer Schauspieler und Puppenspieler
- Tim Rose-Richards (Thomas Essery Rose-Richards; 1902–1940), britischer Automobilrennfahrer und Pilot
- Timo Rose (* 1977), deutscher Regisseur
- Tobias Rose (* 1974), deutscher Ruderer
- Tommy Rose, englischer Fußballspieler
- Toussaint Rose (1611–1701), französischer Hofbeamter
- Tracey Rose (* 1974), südafrikanische Künstlerin
- Traute Rose (Malerin) (1903–1989), deutsche Malerin und Fotografin
- Traute Rose (1904–1997), deutsche Schauspielerin und Sängerin

### V
- Valentin Rose der Ältere (1736–1771), deutscher Apotheker und Assessor
- Valentin Rose der Jüngere (1762–1807), deutscher Apotheker und Assessor
- Valentin Rose (Philologe) (1829–1916), deutscher Klassischer Philologe
- Verna Rose (* 1977), seychellischer Fußballspieler
- Vincent Rose (Musiker) (1880–1944), US-amerikanischer Musiker, Komponist und Bandleader
- Vincent Rose (1908–1996), deutscher Sinto und Bürgerrechtler, siehe Vinzenz Rose
- Vinzenz Rose (1908–1996), deutscher Sinto, Porajmos-Überlebender und Bürgerrechtler

### W
- Wally Rose (Schauspieler) (1911–2000), US-amerikanischer Schauspieler und Stuntman
- Wally Rose (Musiker) (1913–1997), US-amerikanischer Pianist
- Walter Rose (Herpetologe) (1884–1964), südafrikanischer Herpetologe
- Walter Rose (Maler) (1903–1964), deutscher Maler
- Walter Rose (1912–1989), deutscher Fußballspieler
- Walter Kalkhof-Rose (1910–1988), deutscher Unternehmer
- Werner Rose (* 1960), deutscher Unternehmens- und Hochschulgründer
- Wesley Rose (1918–1990), US-amerikanischer Verlagsleiter, Musikproduzent und Manager
- Wieland Rose (1959–2007), deutscher Politiker (CDU) und Ingenieur
- Wilhelm Rose (1792–1867), deutscher Apotheker und Reisender
- Wilhelm Schulze-Rose (1872–1950), deutscher Maler
- Willi Rose (1902–1978), deutscher Schauspieler
- William Rose (Fußballspieler) (1861–1937), englischer Fußballtorwart
- William Rose (Chemiker) (1887–1985), US-amerikanischer Chemiker
- William Rose (Drehbuchautor) (1914–1987), US-amerikanischer Drehbuchautor
- William Rose (Maler) (1929–1997), australischer Maler
- Woldemar Rose (1897–1939), lettischer Revolutionär und Offizier
- Wolfgang Rose (* 1947), deutscher Politiker (SPD) und Gewerkschafter
- Wolfgang Rose (Verbandsfunktionär) (* 1950), deutscher Gewerkschafter und Verbandsfunktionär
- Wulf-Dietrich Rose (* 1940), deutscher Unternehmer und Autor

### Y
- Yelvany Rose (* 1980), seychellischer Fußballspieler
- Yuri Rose (* 1979), niederländischer Fußballspieler